# François Ier de Beauharnais
Pour les articles homonymes, voir François Ier, François de Beauharnais et Maison de Beauharnais.
François Ier de Beauharnais, seigneur de Miramion, de La Chaussée, de Sédenay et d'Outreville, décédé en 1587, est procureur d'Orléans (1561-1562), capitaine de la ville d'Orléans (1563), échevin d'Orléans, premier capitaine de la Bourgeoisie de la ville d'Orléans (1569).

## Famille
Fils de Guillaume IV Beauharnais, seigneur de Miramion, échevin d'Orléans, et de Jeanne de Mesmin, dame de Sédenay.

### Mariage et descendance
François Ier de Beauharnais, seigneur de Miramion, épousa le 27 avril 1561 Madeleine Bourdineau, fille de Jacques Bourdineau, seigneur de Villemblin et de Anne de Troyes.
Huit enfants sont nés de cette union :
- Charles, seigneur de Villechauve, mort au service du Roi avant 1589 (sans postérité) ;
- Guillaume (1567 - 27 novembre 1653), président trésorier de France, conseiller du Roi aux conseils d'État et Privé, marié avec Marie Rousseau (un enfant légitimé) ;
- François II de Beauharnais, seigneur de Grillière ;
- Jacques, conseiller du roi, contrôleur général de l'extraordinaire de guerres et de la cavalerie légère ;
- Aignan (†1652[1]), conseiller du roi et contrôleur général de l'extraordinaire des guerres et de la cavalerie légère, qui eut deux enfants de Marguerite de Choisy ;
- Marie († 20 juillet 1597), morte de la peste sept jours après son mariage avec André Charreton, baron de Marolle ;
- Marguerite (†1597), morte le même jour que sa sœur ;
- Anne (†1653), qui épousa Paul Phélypeaux, seigneur de Pontchartrain (†1621) ;

François Ier de Beauharnais fut le premier membre de cette famille à accoler une particule au nom de Beauharnais.

## Source
- Dictionnaire de la noblesse, tome XV, p.42, par François Alexandre Aubert de La Chesnaye-Desbois.